# Kane O'Hara
Kane O'Hara, né en 1711 ou 1712 - mort le 17 juin 1782, est un compositeur et dramaturge irlandais.
O'Hara naît à Templehouse dans le Connaught en Irlande, deuxième fils de Kean O'Hara, high-sheriff du comté de Sligo. Il est diplômé du  Trinity College de Dublin en 1735. En 1757, il est membre cofondateur, avec Garret Wesley, de la Musical Academy à Dublin.
Sa première pièce représentée en public est la burletta Midas, passerelle stylistique entre la ballad opera et l'opéra-comique. L’œuvre mélange des airs populaires irlandais, français, anglais et italiens dans des arrangements d'O'Hara avec des récitatifs parlés. « Les vers d'O'Hara s'élèvent rarement au-dessus d'astucieux vers de mirliton ».
En 1774, Kane crée à Dublin un théâtre appelé Mr. Punch's Patagonian Theatre, transféré à Londres en 1776 et où il produit des versions pour théâtre de marionnettes d'opéras et burlettas. Il perd la vue en 1781 mais continue à s'intéresser au théâtre jusqu'à sa mort à Dublin l'année suivante. Un certain nombre de ses papiers et  manuscrits sont conservés à la Bibliothèque nationale d'Irlande.

## Œuvres
- 1762 : Midas: An English Burletta (Dublin)
- 1773 : The Golden Pippin: An English Burletta (Londres)
- 1775 : The two Misers: A Musical Farce (Londres)
- 1777 : April-Day. A Burletta (Londres)
- 1810 : Tom Thumb the Great: A Burlesque Tragedy (Dublin)